# Penrhyn Stanlaws
Penrhyn Stanlaws, all'anagrafe Stanley Adamson, (Dundee, 19 marzo 1877 – Los Angeles, 20 maggio 1957), è stato un illustratore e regista statunitense.
Quando abbracciò la carriera di illustratore, preferì cambiarsi il nome per non ingenerare confusione con il nome del fratello maggiore, il pittore e illustratore Sydney Adamson.

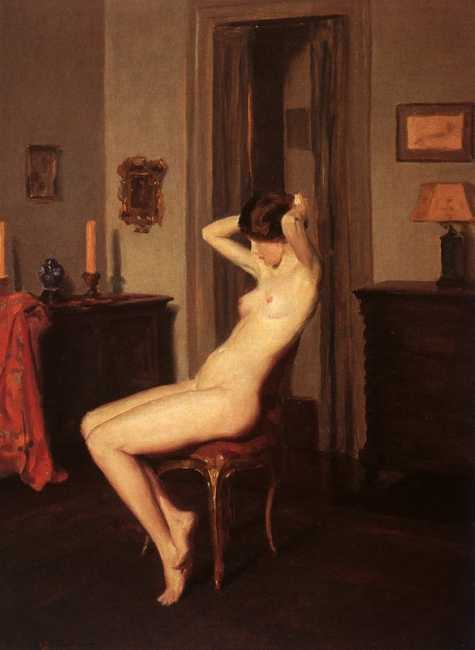
Olive Thomas (1915), una delle Stanlaws Girl

## Biografia
Nato in Scozia, a Dundee, nel 1877 Stanlaws diventò un illustratore di vaglia, disegnando le copertine di molte riviste degli anni dieci e venti, inclusi il Saturday Evening Post, The American Magazine, Collier's, Life, Judge, The Metropolitan Magazine e Hearst's International. Il suo nome era conosciuto soprattutto per aver ritratto molte bellezze che sarebbero diventate stelle del cinema. La sua Stanlaws Girl rivaleggiava con la concorrente Gibson Girl: tra le modelle che Stanlaws ritrasse, si contano le attrici Anna Q. Nilsson, Olive Thomas, Norma Talmadge.
All'inizio degli anni venti, Stanlaws si trasferì a Hollywood, dove girò alcuni film come regista.
Quando abitava ancora a New Yorik, promosse la costruzione dell'Hotel des Artistes, edificio la cui costruzione fu completata nel 1917. Altri progetti di Stanlaws, invece, non andarono in porto come un complesso edilizio a Long Island.
Nel 1923, Stanlaws lasciò Hollywood e si ritirò a vivere in una colonia di artisti a Woodstock, nei pressi di New York. Ritornò in California nel 1943, con la moglie Jean che continuò a vivere invece a New Haven.
Il pittore morì il 20 maggio 1957, all'età di 80 anni, nel suo studio di Los Angeles per un incendio sviluppatosi in casa, dopo che si era addormentato su una sedia, con la sigaretta che stava fumando ancora accesa.

## Filmografia

### Regista
- The House That Jazz Built (1921)
- At the End of the World (1921)
- The Little Minister (1921)
- The Law and the Woman (1922)
- Over the Border (1922)
- Pink Gods (1922)
- Singed Wings (1922)